# Олександрівка (Якимівська селищна громада)
Олекса́ндрівка — село в Україні, у Якимівській селищній громаді Мелітопольського району Запорізької області. Населення становить 379 осіб. До 2017 року орган місцевого самоврядування — Володимирівська сільська рада.

## Географія
Село Олександрівка розташоване на правому березі річки Малий Утлюк, вище за течією на відстані 3,5 км розташоване смт Якимівка, нижче за течією на відстані 5 км розташоване село Юр'ївка, на протилежному березі — село Володимирівка. Поруч проходить залізниця, станція Якимівка (за 2,5 км).

## Історія
Село засноване 1862 року.
7 (20) листопада 1917 року, відповідно до Третього Універсалу Української Центральної Ради, увійшло до складу Української Народної Республіки.
16 травня 2017 року Володимирівська сільська рада, в ході децентралізації, об'єднана з Якимівською селищною громадою.
12 червня 2020 року, відповідно до розпорядження Кабінету Міністрів України № 713-р «Про визначення адміністративних центрів та затвердження територій територіальних громад Запорізької області», увійшло до складу Якимівської селищної громади.
17 липня 2020 року, в результаті адміністративно-територіальної реформи та ліквідації Якимівського району, село увійшло до складу Мелітопольського району.
Село тимчасово окуповане російськими військами 24 лютого 2022 року.

## Населення
За даними перепису населення 2001 року, у селі мешкало 379 осіб. Мовний склад населення був таким:
| Мова       | Кількість, осіб | Відсоток |
| ---------- | --------------- | -------- |
| українська | 65              | 17,15    |
| російська  | 310             | 81,79    |
| циганська  | 4               | 1,06     |

## Особистості
Уродженці: 
- Янцен Франц Францевич (1917—1994) — український організатор народної освіти, що жив і працював в Удмуртії
- Буюкли Антон Юхимович (1915—1945) — учасник російсько-японської війни, Герой Радянського Союзу.